# Algeriet i olympiska vinterspelen 2006
Algeriet var för andra gången med i Olympiska vinterspelen, första gången var 1992. De deltagande var Christelle Douibi som tävlade i alpin skidåkning, Noureddine Bentoumi tävlade i längdskidåkning.

## Resultat

### Alpin skidåkning
- Störtlopp damer
  - Christelle Douibi - 40
- Super-G damer
  - Christelle Douibi - 51

### Längdskidåkning
- 50 km herrar
  - Noureddine Bentoumi - Avbröt